# Takaungu
Takaungu es una pequeña villa rural situada en la costa de Kenia, entre Mombasa y Malindi, en el condado de Kilifi, antes de 2013, dicho condado formaba parte de la Provincia Costera. En el censo de 1999 tenía una población de 1533 habitantes.
La pesca y una cantera local de coral son las industrias predominantes. La población está formada por musulmanes suajili que en su mayoría residen en el centro del pueblo, o cerca del mismo, y una contada comunidad cristiana en las shambas o campos que las circundan[cita requerida].
Las lenguas primarios son el kigiriama, usado predominantemente por la tribu local de los Giriama (parte del grupo de las tribus de la costa llamadas Mijikenda, que significa "nueve tribus") y el kisuajili.
La sede regional de la organización no gubernamental el Centro Africano del Este se localizan en Takaungu.
Antes de la independencia era la única aldea entre Mombasa y Malindi que tenía un Liwali. Todos los casos entre estas dos ciudades importantes se resolvían en Takaungu[cita requerida].